# Liste des députés européens des Pays-Bas de la 5e législature
Ceci est une liste des membres du Parlement européen pour les Pays-Bas de 1999 à 2004, classés par nom.

## Liste
| Nom                                                           | Parti                                | Groupe  |
| ------------------------------------------------------------- | ------------------------------------ | ------- |
| Theodorus Bouwman                                             | Gauche verte                         | V/ALE   |
| Kathalijne Buitenweg                                          | Gauche verte                         | V/ALE   |
| Joost Lagendijk                                               | Gauche verte                         | V/ALE   |
| Alexander de Roo                                              | Gauche verte                         | V/ALE   |
| Bas Belder                                                    | Parti politique réformé              | EDD     |
| Johannes Blokland                                             | Ligue politique réformée             | EDD     |
| Rijk van Dam                                                  | Fédération politique réformatrice    | EDD     |
| Ieke van den Burg                                             | Parti travailliste                   | PSE     |
| Dorette Corbey                                                | Parti travailliste                   | PSE     |
| Michiel van Hulten                                            | Parti travailliste                   | PSE     |
| Joke Swiebel                                                  | Parti travailliste                   | PSE     |
| Margrietus van den Berg                                       | Parti travailliste                   | PSE     |
| Jan Wiersma                                                   | Parti travailliste                   | PSE     |
| Erik Meijer                                                   | Parti socialiste                     | GUE/NGL |
| Cees Bremmer (Remplace Hanja Maij-Weggen le 1er octobre 2003) | Appel chrétien-démocrate             | PPE-DE  |
| Bert Doorn                                                    | Appel chrétien-démocrate             | PPE-DE  |
| Albert Maat                                                   | Appel chrétien-démocrate             | PPE-DE  |
| Maria Martens                                                 | Appel chrétien-démocrate             | PPE-DE  |
| Ria Oomen                                                     | Appel chrétien-démocrate             | PPE-DE  |
| Arie Oostlander                                               | Appel chrétien-démocrate             | PPE-DE  |
| Peter Pex                                                     | Appel chrétien-démocrate             | PPE-DE  |
| Bartho Pronk                                                  | Appel chrétien-démocrate             | PPE-DE  |
| W.G. van Velzen                                               | Appel chrétien-démocrate             | PPE-DE  |
| Johanna Boogerd-Quaak                                         | Démocrates 66                        | ELDR    |
| Bob van den Bos                                               | Démocrates 66                        | ELDR    |
| Jules Maaten                                                  | Parti populaire libéral et démocrate | ELDR    |
| Toine Manders                                                 | Parti populaire libéral et démocrate | ELDR    |
| Jan Mulder                                                    | Parti populaire libéral et démocrate | ELDR    |
| Elly Plooij-Van Gorsel                                        | Parti populaire libéral et démocrate | ELDR    |
| Maria Sanders-Ten Holte                                       | Parti populaire libéral et démocrate | ELDR    |
| Herman Vermeer                                                | Parti populaire libéral et démocrate | ELDR    |